# Daniella González
Jackeline Ana Daniella González Marroquin, född 10 juli 2003, är en guatemalansk taekwondoutövare.

## Karriär
I juni 2021 tog González brons i 49 kg-klassen vid panamerikanska mästerskapen i Cancún. I maj 2022 tog hon återigen brons i 49 kg-klassen vid panamerikanska mästerskapen i Punta Cana.